# Pseudasthenes steinbachi
El canastero castaño (Pseudasthenes steinbachi) es una especie de ave paseriforme de la familia Furnariidae, anteriormente situada en el género Asthenes. Es endémica del oeste y suroeste de Argentina.

## Distribución y hábitat
Vive en la vertiente oriental de los Andes, al occidente de Argentina, desde el oeste de Salta hasta Neuquén y Río Negro, entre los 650 y 3000 m de altitud, principalmente entre los 1500 y 2500 m s. n. m., en los matorrales dispersos de las montañas áridas y frecuentemente en los barrancos.

## Descripción
Mide 16 cm de longitud. Tiene corona y dorso grises; presenta tonos color castaño rojizo en la mitad posterior del cuerpo; por lo menos dos plumas del borde exterior de la cola son de color totalmente rufo y las otras timoneras están bordeadas de rufo en sus bases, con el vexilo externo de negro en su extremo distal.

## Sistemática

### Descripción original
La especie P. steinbachi fue descrita por primera vez por el ornitólogo alemán Ernst Hartert en 1909 bajo el nombre científico Siptornis steinbachi; la localidad tipo es: «Cachi, 2500 m, Salta, Argentina».

### Etimología
El nombre genérico femenino «Pseudasthenes» se compone de las palabras del griego « ψευδος pseudos»: falso, y del género Asthenes «ασθενης asthenēs, que por su vez significa insignificante, sin importancia; denotando la semejanza física entre los dos géneros, pero al mismo tiempo destacando que no son parientes cercanos;  y el nombre de la especie steinbachi conmemora al estanciero y colector germano–boliviano Joseph Steinbach Kemmerich (1876-1930).

### Taxonomía
Anteriormente se la clasificaba dentro del género Asthenes pero estudios recientes de genética molecular sugieren que, junto con otras tres especies, ( A. humicola, A. patagonica y A. cactorum), estaban realmente más próximas a un grupo de géneros consistentes de Pseudoseisura, Xenerpestes, etc., y nombraron un nuevo género, Pseudasthenes, para esas cuatro especies. Es monotípica.